# Myiornis albiventris
Myiornis albiventris é uma espécie de ave da família Tyrannidae.
Pode ser encontrada nos seguintes países: Bolívia e Peru.
Os seus habitats naturais são: florestas subtropicais ou tropicais húmidas de baixa altitude.